# Symba Smith
Symba Berae Smith (* 6. Juli 1970 in Gulfport, Mississippi) ist eine US-amerikanische Schauspielerin.

## Leben
Smith gewann 1989 den Schönheitswettbewerb Miss Teen All-American. Im Jahr 1991 gewann sie die US-amerikanische Fernsehshow Star Search in der Kategorie „Spokesmodel“, wofür sie 100.000 US-Dollar erhielt.
Ihr Schauspieldebüt gab sie 1992 in der Fernsehserie Blossom. Es folgten etliche weitere Serienauftritte wie etwa in Friends (1996), The West Wing – Im Zentrum der Macht (2002), Raven blickt durch (2003), CSI: NY (2004), Girlfriends (2007), Life (2009) und CSI: Miami (2010).
Zu den Filmen, in denen sie spielte, gehören Beverly Hills Cop III (1994), L.A. Confidential (1997) und Chilling Visions: 5 Senses of Fear (2013).

## Filmografie

### Filme
- 1993: Last Action Hero
- 1994: Die nackte Kanone 33⅓ (Naked Gun 33⅓: The Final Insult)
- 1994: Beverly Hills Cop III
- 1996: Ein nicht ganz perfekter Mord (Once You Meet a Stranger, Fernsehfilm)
- 1997: L.A. Confidential
- 1997: Underground – Die Vergeltung (The Underground)
- 2002: Abandoned Minds (Kurzfilm)
- 2005: Pissed
- 2010: One Wish
- 2013: Chilling Visions: 5 Senses of Fear

### Fernsehserien
- 1992: Blossom (eine Folge)
- 1992: In Living Color (eine Folge)
- 1994: Daddy’s Girls (Pilotfolge)
- 1995: Land’s End – Ein heißes Team für Mexiko (Land’s End, 2 Folgen)
- 1995: Campus Cops (eine Folge)
- 1995–1996: Reich und Schön (The Bold And The Beautiful)
- 1996: Friends (eine Folge)
- 1996: Star Trek: Raumschiff Voyager (Star Trek: Voyager, eine Folge)
- 1996: Lush Life (eine Folge)
- 1996: High Tide – Ein cooles Duo (High Tide, 2 Folgen)
- 1996: Sliders – Das Tor in eine fremde Dimension (Sliders, eine Folge)
- 1997: Chicago Sons (eine Folge)
- 1997: L.A. Heat (eine Folge)
- 1998: Veronica (Veronica’s Closet, eine Folge)
- 1998: Star Trek: Deep Space Nine (eine Folge)
- 1998: Hyperion Bay (eine Folge)
- 2001: Die Parkers (The Parkers, eine Folge)
- 2002: The West Wing – Im Zentrum der Macht (The West Wing, eine Folge)
- 2003: Will & Grace (eine Folge)
- 2003: Raven blickt durch (That’s So Raven, eine Folge)
- 2003: Oliver Beene (eine Folge)
- 2004: Cracking Up (eine Folge)
- 2004: Passions (eine Folge)
- 2004: CSI: NY (eine Folge)
- 2005: Out of practice – Doktor, single sucht … (Out of Practice, eine Folge)
- 2005: Kitchen Confidential (eine Folge)
- 2006: Dexter (eine Folge)
- 2007: Girlfriends (eine Folge)
- 2008: Zeit der Sehnsucht (Days of Our Lives)
- 2008: Terminator: The Sarah Connor Chronicles (eine Folge)
- 2009: Life (eine Folge)
- 2010: CSI: Miami (eine Folge)
- 2011: Better with You (2 Folgen)
- 2011: Mr. Sunshine (eine Folge)
- 2012: Big Time Rush (eine Folge)
- 2012: It’s Always Sunny in Philadelphia (eine Folge)